# Сіґурд Гольтер
Сіґурд Гольтер (норв. Sigurd Holter, 19 листопада 1886 — 1 серпня 1963) — норвезький яхтсмен.
Олімпійський чемпіон 1920 року в класі 10 метрів (за правилами 1907 року).